# Óleo de patauá

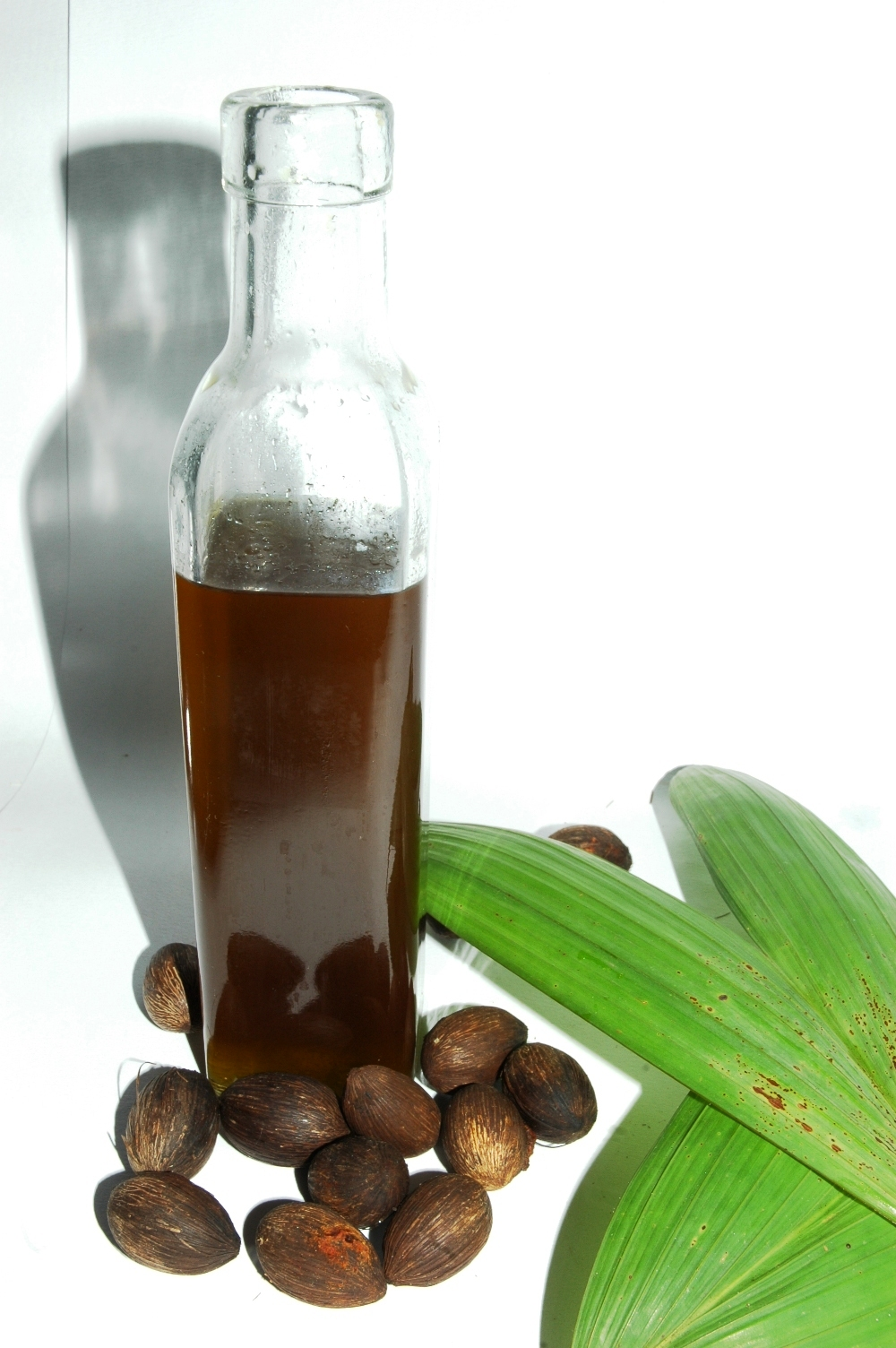
Óleo de patauá

O óleo de patauá é altamente insaturado, tendo entre 75 e 80% de ácidos graxos monoinsaturados e 3% de ácidos graxos poli-insaturados. Pode ser utilizado para a alimentação e também na indústria de cosméticos, produtos de limpeza e medicinal. Além disso, existem estudos para seu uso para a produção de biodiesel.
Dentre os nomes pelos quais essa fruta é conhecida estão patauá (Brasil), milpesos e seje (Colômbia), jagua (Venezuela) e ungurahuay (depressão amazônica). A espécie é muito comum em toda região da Floresta Amazônica, incluindo Brasil, Colômbia, Equador, Guianas, Panamá, Trinidade e Tobago, e Venezuela. Cada planta produz aproximadamente 2 cachos por ano, somando 32 kg de frutos, deles obtendo-se até 2,4 litros de óleo por prensagem mecânica.

## Usos
O óleo de patauá é um poderoso agente de hidratação. Devido à semelhança dos ácidos graxos, o óleo de patauá pode ser utilizado como um substituto para os produtos de azeite de Oliva (Olea Europea) para produtos de cuidados da pele e loções hidratantes.
O óleo é utilizado na medicina tradicional para aliviar a tosse e a bronquite. e como fortificante capilar. Pelas suas constantes químicas, pelo gosto e cheiro quando refinado, ele se aproxima muito do azeite de oliveira. Tradicionalmente, o óleo de patauá é empregado pelas comunidades amazônicas nas frituras, e como tônico no tratamento da queda de cabelos.
O óleo é bom para muitos problemas de saúde e atua no organismo como laxante, remédio para tuberculose, asma e outros problemas respiratórios. É empregado também na produção cosmética pois pode ser usado como um tônico para amaciar o cabelo. Um famoso pesquisador que morava em uma aldeia Kayapó disse que os índios ficavam mais bonitos, nutridos e saudáveis na época de frutificação do patauazeiro.

## Características
Composição fisico-quimico óleo de patauá
| Índice               | Unidade   | Especificação |
| Ácidez               | mgKOH/g   | 43,2 ± 0,3    |
| Iodo                 | gl2/100g  | 76,7 ± 1,7    |
| Saponificação        | mgKOH/g   | 190,3 ± 4,3   |
| Densidade            | 25ºC g/ml | 0,911 - 0,918 |
| Refração (40 ºC)     | -         | 1,468 - 1,470 |
| Ácidos graxos (18:0) | %         | 6             |

Composição do óleo de patauá
| Índice                           | Unidade | Especificação |
| Ácido palmítico (16:0)           | % Peso  | 12,3          |
| Ácido esteárico (18:0)           | %Peso   | 3,2           |
| Ácido oléico (C 18:0 Omega 9)    | %Peso   | 60,6          |
| Ácido láurico                    | %Peso   | 2,9           |
| Ácido linoléico (C 18:2 Omega 6) | %Peso   | 12,4          |
| Ácido mirístico                  | %Peso   | 0,9           |
| Ácido eicosanoico                | %Peso   | 2,2           |